# Adam Bernatowicz
Adam Stanisław Bernatowicz (ur. 19 kwietnia 1963 w Sosnowcu) – polski menedżer i urzędnik; przewodniczący Rady do Spraw Uchodźców (1999–2004) oraz konsul generalny w Grodnie (2008–2010).

## Życiorys
Adam Bernatowicz w 1987 ukończył socjologię na Katolickim Uniwersytecie Lubelskim. Następnie, do 1990 uczestniczył w studium doktoranckim w zakresie socjologii tamże. W 1993 ukończył podyplomowe studium menedżerskie na Wydziale Zarządzania Uniwersytetu Warszawskiego.
We wrześniu 1990 rozpoczął pracę w Ośrodku Pomocy Bezrobotnym Wojewódzkiego Biura Pracy w Lublinie. Od grudnia 1990 do sierpnia 1996 pracował w jednostkach Ministerstwa Spraw Wewnętrznych, zajmujących się problematyką migracji i uchodźstwa na stanowiskach starszego specjalisty, głównego specjalisty, naczelnika wydziału, kierownika ośrodka dla uchodźców, zastępcy dyrektora biura. W latach 1996–1997 pracował w Grupie Doradztwa Strategicznego sp. z o.o. na stanowisku dyrektora ds. analiz. Od 1997 do 1998 był funkcjonariuszem Urzędu Ochrony Państwa na stanowiskach zastępcy dyrektora, a następnie dyrektora Gabinetu Szefa UOP oraz kierownika Zespołu ds. Kontaktów z NATO.
W latach 1998–2000 pracował w Centralnym Zarządzie Poczty Polskiej na stanowisku zastępcy dyrektora Biura Organizacji i Zarządzania oraz doradcy Dyrektora Generalnego Poczty Polskiej ds. bezpieczeństwa. Od 1999 do 2003 pełnił funkcję przewodniczącego Rady do spraw Uchodźców. Jednocześnie, w latach 2000–2006, pełnił obowiązki dyrektora Biura Ochrony, pełnomocnika ds. ochrony informacji niejawnych w Instytucie Pamięci Narodowej. W lutym 2006 został dyrektorem Biura Dyrektora Generalnego Poczty Polskiej. Od 2008 do 2010 był konsulem generalnym RP w Grodnie. Następnie powrócił do pracy w Poczcie Polskiej.
Uczestniczył w tworzeniu legislacji dotyczącej cudzoziemców. Jest autorem publikacji z zakresu polityki migracyjnej oraz współautorem komentarza do ustaw dotyczących cudzoziemców z 2003. Zna języki: angielski i rosyjski. Jest żonaty, ma jedno dziecko.